# Hironori Takeuchi
Hironori Takeuchi (jap. 竹内浩典 Takeuchi Hironori; ur. 22 grudnia 1964 w Prefekturze Kanagawa) – japoński kierowca wyścigowy.

## Kariera
Takeuchi rozpoczął karierę w międzynarodowych wyścigach samochodowych w 1991 roku od startów w Japanese Touring Car Championship. Z dorobkiem jedenastu punktów został sklasyfikowany na 61 pozycji w klasyfikacji generalnej. W późniejszych latach Japończyk pojawiał się także w stawce All Japan Sports Prototype Car Endurance Championship, All-Japan GT Championship, 1000 km Suzuka, Super GT, Asian Touring Championship oraz World Touring Car Championship.
W World Touring Car Championship Japończyk został zgłoszony do rundy w Makau w sezonie 2005, jednak nie zakwalifikował się do żadnego wyścigu.